# بيرصا

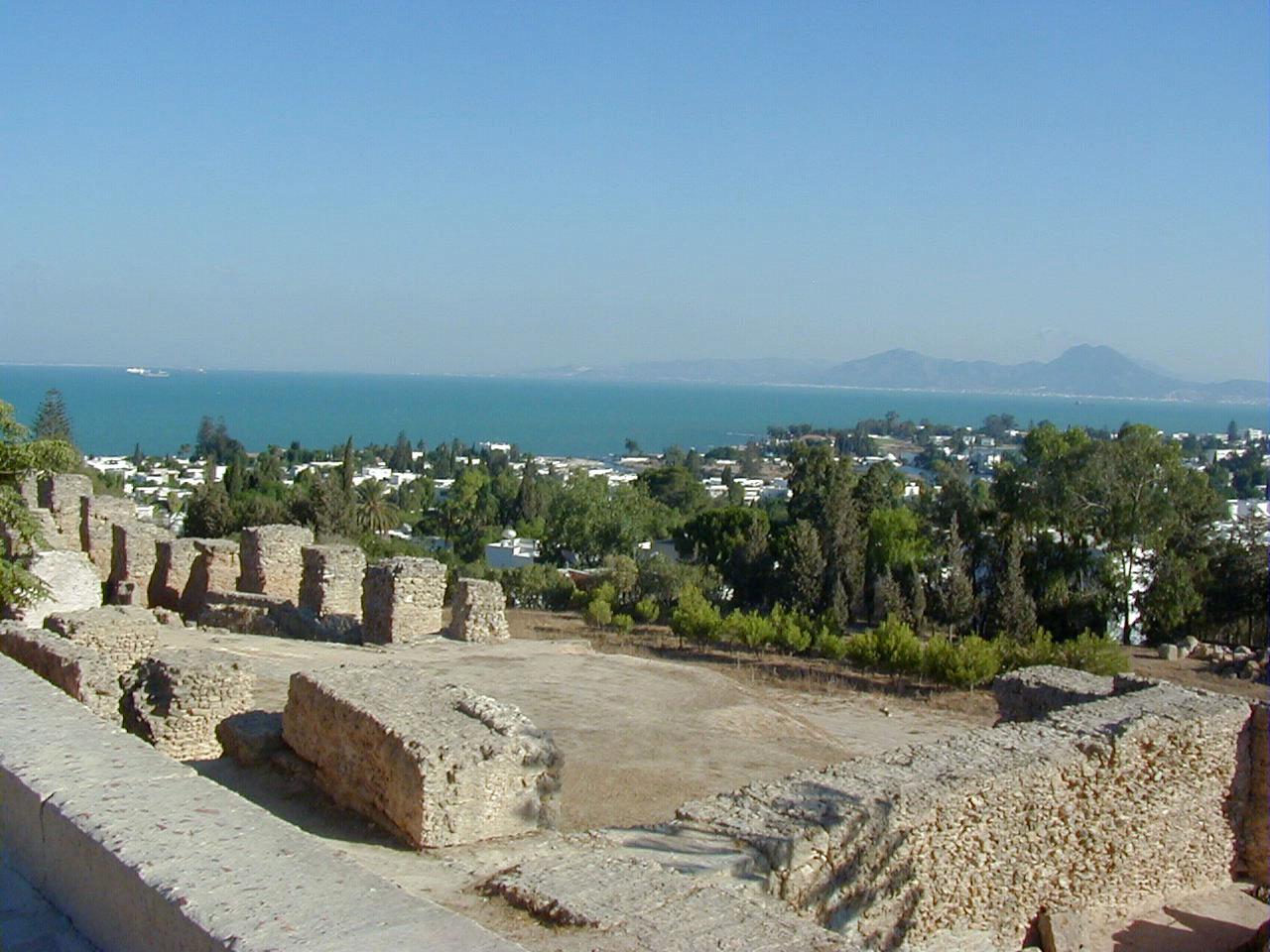
أسس رومانية في الموقع، ومن الخلف يوجد جبل بوقرنين.

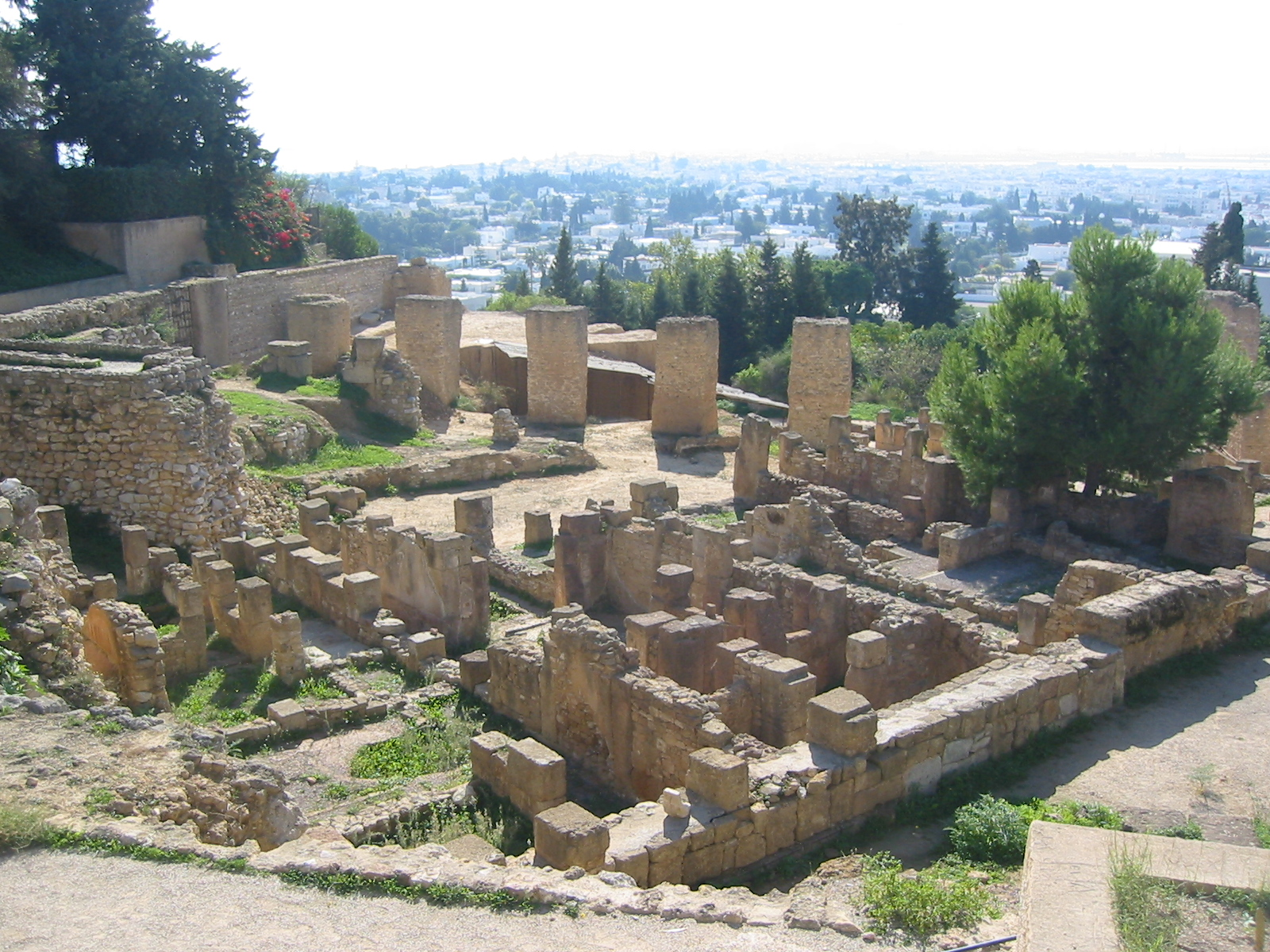
حي بوني على المنحدرات الجنوبية لبيرصا.

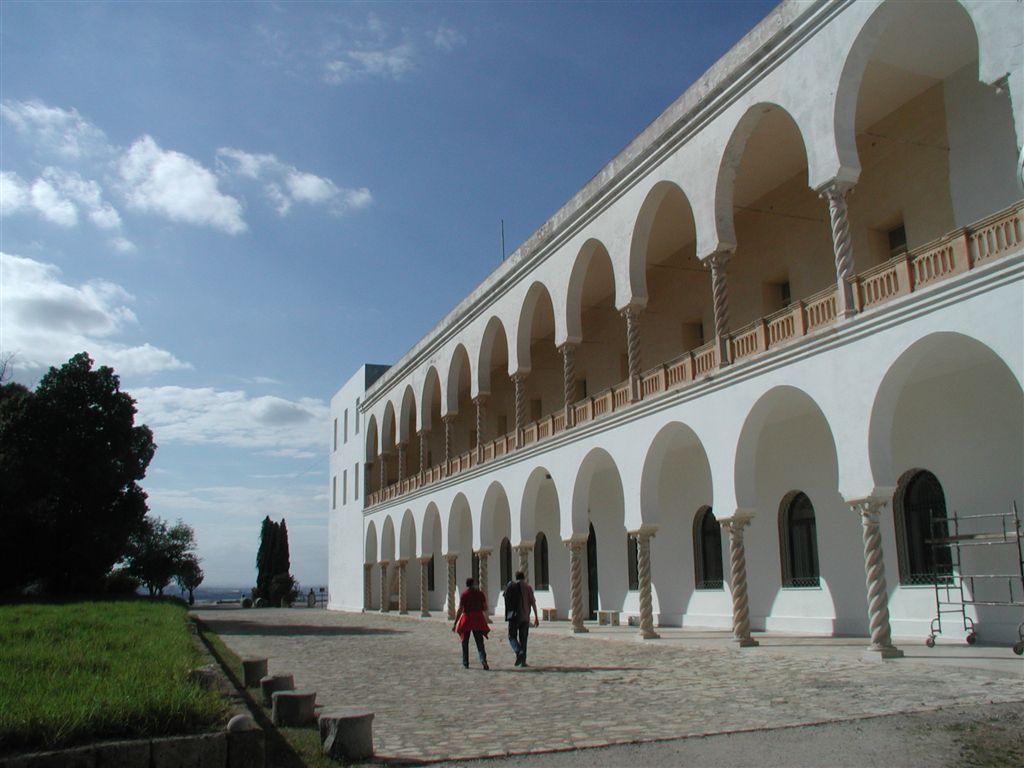
واجهة المتحف الوطني بقرطاج، مقر الدير السابق للآباء البيض.

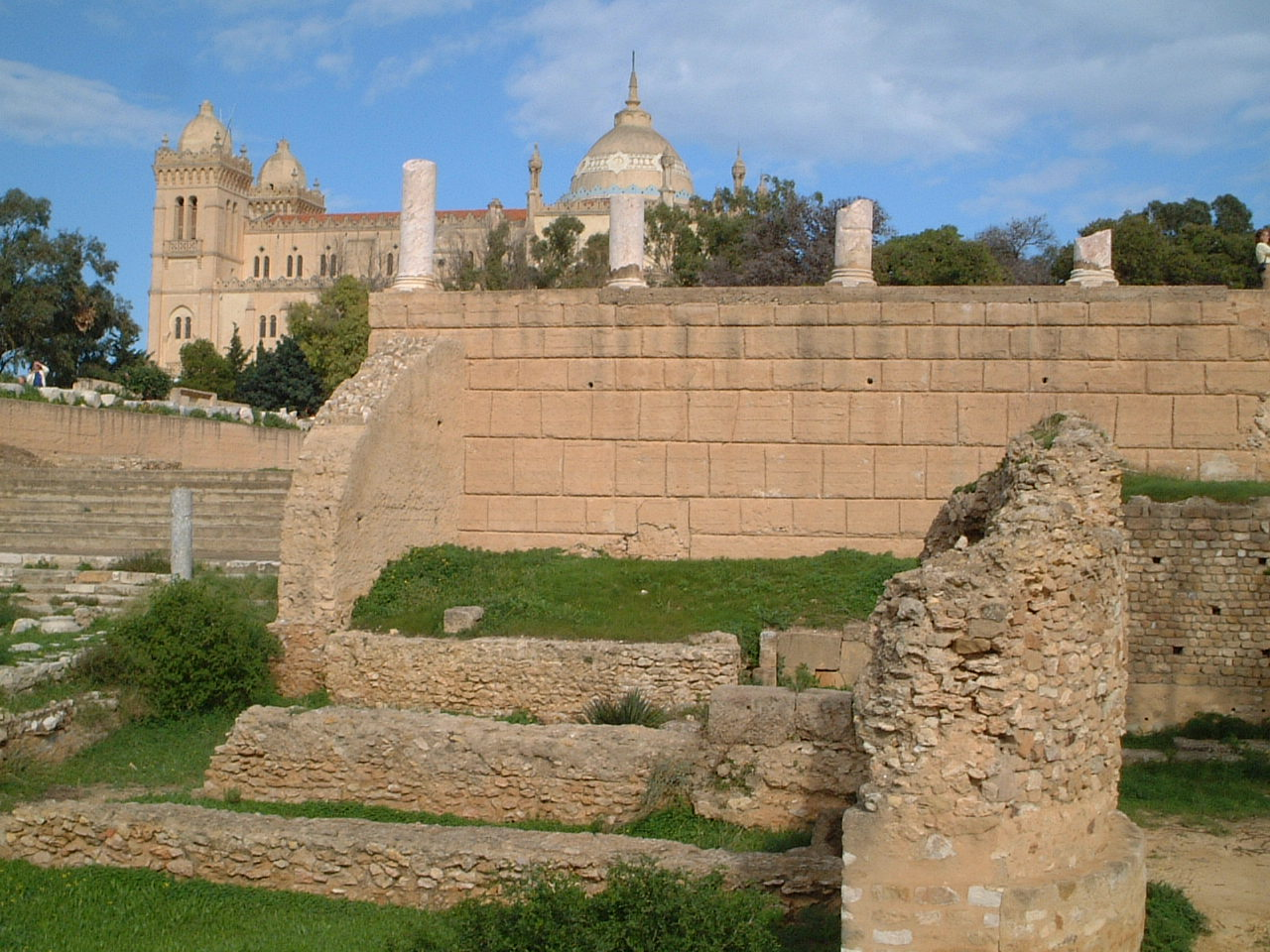
منظر من الموقع الأثري على كاتدرائية القديس لويس بقرطاج.

الموقع الأثري بقرطاج، وبيرصا يشير إليها الرقم 17.

بيرصا (بالفرنسية: Byrsa)‏ هي تلة تحتوي اليوم المتحف الوطني بقرطاج وكاتدرائية القديس لويس بقرطاج وهي جزء من الموقع الأثري بقرطاج في تونس.

كانت التلة موجودة منذ أولى أيام تأسيس قرطاج من قبل عليسة حسب المصادر المكتوبة والمتناقلة، وكان بها قلعة كانت من بين آخر ما تم تدميره أثناء الحروب البونية الثالثة. أثناء حقبة روما القديمة، تم بناء العديد من البنايات العامة في المنطقة في إطار مشروع إعماري واسع بأمر من الإمبراطور أغسطس. بعد تركه لمدة طويلة، تم إعادة بناء عدة بنايات ذات بعد ديني، وذلك أثناء السياق الإستعماري في القرن التاسع عشر، خاصة كاتدرائية وندوة دينية تابعة للآباء البيض الكاثوليكيين، في نفس الوقت بهدف ديني وأثري. كانت توجد في القمة كنيسة مكرسة تكريما للملك الفرنسي لويس التاسع الذي توفي في مدينة تونس في 1270، وذلك بين 1850 و1950.

أصبحت تلة بيرصا مجمعا أثريا ومتحفيا بالكامل، يوجد بها عدة متاحف ومباني أثرية ودينية مغلقة ومفتوحة، ترجع للعصر الروماني والبيزنطي.

## المباني المعاصرة
بقيت تلة بيرصا لقرون طويلة دون أي مباني أو آثار، وذلك حتى القرن 19 والقرن 20 أين تم تشييد عدة مباني دينية ومدنية.

## مقالات ذات صلة
- الموقع الأثري بقرطاج
- المتحف الوطني بقرطاج
- كاتدرائية القديس لويس بقرطاج
- فتى بيرصا